# Cykling under sommer-OL 2020 – Linjeløb (damer)
Landevejscyklingens linjeløb for damer under Sommer-OL 2020 finder sted søndag den 25. juli 2021.
Løbet, der er 137 km langt, starter i Musashinonomori Park og slutter på Fuji International Speedway stadion. Ruten har i alt 2692 højdemeter. De første 40 km køres gennem den relative flade del af forstæderne til Tokyo, indtil feltet når Doushi Road, som markerer starten på en lang, stabil stigning på mere end 1000 højdemeter. Efter at have passeret Yamanaka-søen og krydset Kagosaka-passet, følger der en meget hurtig nedstigning på cirka 15 km. Herefter køres videre mod Fuji Speedway, hvor der først køres en runde og efterfølgende køres en rundstrækning for at ende tilbage på Fuji Speedway og mål. Når målstregen passeres første gang inden rundstrækningen er der 17,7 km tilbage.

## Resultater
| Placering | Rygnummer | Rytter                    | Nation                    | Tid     | Forskel |
| --------- | --------- | ------------------------- | ------------------------- | ------- | ------- |
| 1         | 48        | Anna Kiesenhofer          | Østrig                    | 3:52:45 |         |
| 2         | 2         | Annemiek van Vleuten      | Holland                   | 3:54:00 | +1:15   |
| 3         | 7         | Elisa Longo Borghini      | Italien                   | 3:54:14 | +1:29   |
| 4         | 20        | Lotte Kopecky             | Belgien                   | 3:54:24 | +1:39   |
| 5         | 4         | Marianne Vos              | Holland                   | 3:54:31 | +1:46   |
| 6         | 11        | Lisa Brennauer            | Tyskland                  | 3:54:31 | +1:46   |
| 7         | 28        | Coryn Rivera              | USA                       | 3:54:31 | +1:46   |
| 8         | 6         | Marta Cavalli             | Italien                   | 3:54:31 | +1:46   |
| 9         | 57        | Olga Zabelinskaja         | Usbekistan                | 3:54:31 | +1:46   |
| 10        | 10        | Cecilie Uttrup Ludwig     | Danmark                   | 3:54:31 | +1:46   |
| 11        | 22        | Lizzie Deignan            | Storbritannien            | 3:54:31 | +1:46   |
| 12        | 33        | Margarita Victoria García | Spanien                   | 3:54:31 | +1:46   |
| 13        | 31        | Ashleigh Moolman          | Sydafrika                 | 3:54:31 | +1:46   |
| 14        | 25        | Katarzyna Niewiadoma      | Polen                     | 3:54:31 | +1:46   |
| 15        | 1         | Anna van der Breggen      | Holland                   | 3:54:31 | +1:46   |
| 16        | 43        | Karol-Ann Canuel          | Canada                    | 3:55:05 | +2:20   |
| 17        | 50        | Alena Amjaljusik          | Hviderusland              | 3:55:05 | +2:20   |
| 18        | 24        | Marta Lach                | Polen                     | 3:55:13 | +2:28   |
| 19        | 40        | Eugenia Bujak             | Slovenien                 | 3:55:13 | +2:28   |
| 20        | 41        | Christine Majerus         | Luxembourg                | 3:55:13 | +2:28   |
| 21        | 64        | Eri Yonamine              | Japan                     | 3:55:13 | +2:28   |
| 22        | 49        | Paula Patiño              | Colombia                  | 3:55:15 | +2:30   |
| 23        | 12        | Liane Lippert             | Tyskland                  | 3:55:17 | +2:32   |
| 24        | 54        | Omer Shapira              | Israel                    | 3:55:23 | +2:38   |
| 25        | 3         | Demi Vollering            | Holland                   | 3:55:41 | +2:56   |
| 26        | 16        | Tiffany Cromwell          | Australien                | 3:55:41 | +2:56   |
| 27        | 26        | Anna Plichta              | Polen                     | 3:55:08 | +3:13   |
| 28        | 34        | Ane Santesteban           | Spanien                   | 3:56:04 | +3:19   |
| 29        | 29        | Leah Thomas               | USA                       | 3:56:07 | +3:22   |
| 30        | 36        | Juliette Labous           | Frankrig                  | 3:56:07 | +3:22   |
| 31        | 27        | Chloé Dygert              | USA                       | 3:58:51 | +6:06   |
| 32        | 44        | Alison Jackson            | Canada                    | 3:59:47 | +7:02   |
| 33        | 52        | Tereza Neumanová          | Tjekkiet                  | 3:59:47 | +7:02   |
| 34        | 56        | Arlenis Sierra            | Cuba                      | 3:59:47 | +7:02   |
| 35        | 47        | Rasa Leleivytė            | Litauen                   | 3:59:47 | +7:02   |
| 36        | 45        | Leah Kirchmann            | Canada                    | 3:59:47 | +7:02   |
| 37        | 37        | Katrine Aalerud           | Norge                     | 3:59:52 | +7:07   |
| 38        | 67        | Na Ah-reum                | Sydkorea                  | 4:01:08 | +8:23   |
| 39        | 39        | Tamara Dronova            | Ruslands Olympiske Komité | 4:01:08 | +8:23   |
| 40        | 17        | Sarah Gigante             | Australien                | 4:01:08 | +8:23   |
| 41        | 13        | Hannah Ludwig             | Tyskland                  | 4:01:08 | +8:23   |
| 42        | 21        | Julie Van de Velde        | Belgien                   | 4:01:08 | +8:23   |
| 43        | 63        | Hiromi Kaneko             | Japan                     | 4:01:08 | +8:23   |
| 44        | 5         | Marta Bastianelli         | Italien                   | 4:02:16 | +9:31   |
| 45        | 30        | Ruth Winder               | USA                       | 4:02:16 | +9:31   |
| 46        | 35        | Marlen Reusser            | Schweiz                   | 4:02:16 | +9:31   |
| 47        | 15        | Grace Brown               | Australien                | 4:02:16 | +9:31   |
| 48        | 8         | Soraya Paladin            | Italien                   | 4:08:40 | +15:55  |
|           | 9         | Emma Norsgaard Jørgensen  | Danmark                   | DNF     |         |
|           | 14        | Trixi Worrack             | Tyskland                  | DNF     |         |
|           | 18        | Amanda Spratt             | Australien                | DNF     |         |
|           | 19        | Valerie Demey             | Belgien                   | DNF     |         |
|           | 23        | Anna Shackley             | Storbritannien            | DNF     |         |
|           | 32        | Carla Oberholzer          | Sydafrika                 | DNF     |         |
|           | 38        | Stine Borgli              | Norge                     | DNF     |         |
|           | 42        | Valeriya Kononenko        | Ukraine                   | DNF     |         |
|           | 46        | Jutatip Maneephan         | Thailand                  | DNF     |         |
|           | 51        | Vera Looser               | Namibia                   | DNF     |         |
|           | 53        | Agua Marina Espínola      | Paraguay                  | DNF     |         |
|           | 55        | Lizbeth Salazar           | Mexico                    | DNF     |         |
|           | 58        | Selam Amha                | Etiopien                  | DNF     |         |
|           | 59        | Mosana Debesay            | Eritrea                   | DNF     |         |
|           | 60        | María José Vargas         | Costa Rica                | DNF     |         |
|           | 61        | Sun Jiajun                | Kina                      | DNF     |         |
|           | 62        | Antri Christoforou        | Cypern                    | DNF     |         |
|           | 65        | Catalina Soto             | Chile                     | DNF     |         |
|           | 66        | Teniel Campbell           | Trinidad og Tobago        | DNF     |         |

## Deltagere
| Holland NED | Holland NED          | Holland NED |
| ----------- | -------------------- | ----------- |
| Nr.         | Rytter               | Placering   |
| 1           | Anna van der Breggen |             |
| 2           | Annemiek van Vleuten | 2.          |
| 3           | Demi Vollering       |             |
| 4           | Marianne Vos         |             |

| Italien ITA | Italien ITA          | Italien ITA |
| ----------- | -------------------- | ----------- |
| Nr.         | Rytter               | Placering   |
| 5           | Marta Bastianelli    |             |
| 6           | Marta Cavalli        |             |
| 7           | Elisa Longo Borghini | 3.          |
| 8           | Soraya Paladin       |             |

| Danmark DEN | Danmark DEN           | Danmark DEN |
| ----------- | --------------------- | ----------- |
| Nr.         | Rytter                | Placering   |
| 9           | Emma Norsgaard        |             |
| 10          | Cecilie Uttrup Ludwig |             |

| Tyskland GER | Tyskland GER   | Tyskland GER |
| ------------ | -------------- | ------------ |
| Nr.          | Rytter         | Placering    |
| 11           | Lisa Brennauer |              |
| 12           | Liane Lippert  |              |
| 13           | Hannah Ludwig  |              |
| 14           | Trixi Worrack  |              |

| Australien AUS | Australien AUS   | Australien AUS |
| -------------- | ---------------- | -------------- |
| Nr.            | Rytter           | Placering      |
| 15             | Grace Brown      |                |
| 16             | Tiffany Cromwell |                |
| 17             | Sarah Gigante    |                |
| 18             | Amanda Spratt    |                |

| Belgien BEL | Belgien BEL        | Belgien BEL |
| ----------- | ------------------ | ----------- |
| Nr.         | Rytter             | Placering   |
| 19          | Valerie Demey      |             |
| 20          | Lotte Kopecky      |             |
| 21          | Julie Van de Velde |             |

| Storbritannien GBR | Storbritannien GBR | Storbritannien GBR |
| ------------------ | ------------------ | ------------------ |
| Nr.                | Rytter             | Placering          |
| 22                 | Lizzie Deignan     |                    |
| 23                 | Anna Shackley      |                    |

| Polen POL | Polen POL            | Polen POL |
| --------- | -------------------- | --------- |
| Nr.       | Rytter               | Placering |
| 24        | Marta Lach           |           |
| 25        | Katarzyna Niewiadoma |           |
| 26        | Anna Plichta         |           |

| USA USA | USA USA      | USA USA   |
| ------- | ------------ | --------- |
| Nr.     | Rytter       | Placering |
| 27      | Chloé Dygert |           |
| 28      | Coryn Rivera |           |
| 29      | Leah Thomas  |           |
| 30      | Ruth Winder  |           |

| Sydafrika RSA | Sydafrika RSA          | Sydafrika RSA |
| ------------- | ---------------------- | ------------- |
| Nr.           | Rytter                 | Placering     |
| 31            | Ashleigh Moolman-Pasio |               |
| 32            | Carla Oberholzer       |               |

| Spanien ESP | Spanien ESP     | Spanien ESP |
| ----------- | --------------- | ----------- |
| Nr.         | Rytter          | Placering   |
| 33          | Mavi García     |             |
| 34          | Ane Santesteban |             |

| Schweiz SUI | Schweiz SUI    | Schweiz SUI |
| ----------- | -------------- | ----------- |
| Nr.         | Rytter         | Placering   |
| 35          | Marlen Reusser |             |

| Frankrig FRA | Frankrig FRA    | Frankrig FRA |
| ------------ | --------------- | ------------ |
| Nr.          | Rytter          | Placering    |
| 36           | Juliette Labous |              |

| Norge NOR | Norge NOR       | Norge NOR |
| --------- | --------------- | --------- |
| Nr.       | Rytter          | Placering |
| 37        | Katrine Aalerud |           |
| 38        | Stine Borgli    |           |

| Ruslands Olympiske Komité ROC | Ruslands Olympiske Komité ROC | Ruslands Olympiske Komité ROC |
| ----------------------------- | ----------------------------- | ----------------------------- |
| Nr.                           | Rytter                        | Placering                     |
| 39                            | Tamara Dronova-Balabolina     |                               |

| Slovenien SLO | Slovenien SLO | Slovenien SLO |
| ------------- | ------------- | ------------- |
| Nr.           | Rytter        | Placering     |
| 40            | Eugenia Bujak |               |

| Luxembourg LUX | Luxembourg LUX    | Luxembourg LUX |
| -------------- | ----------------- | -------------- |
| Nr.            | Rytter            | Placering      |
| 41             | Christine Majerus |                |

| Ukraine UKR | Ukraine UKR        | Ukraine UKR |
| ----------- | ------------------ | ----------- |
| Nr.         | Rytter             | Placering   |
| 42          | Valerija Kononenko |             |

| Canada CAN | Canada CAN       | Canada CAN |
| ---------- | ---------------- | ---------- |
| Nr.        | Rytter           | Placering  |
| 43         | Karol-Ann Canuel |            |
| 44         | Alison Jackson   |            |
| 45         | Leah Kirchmann   |            |

| Thailand THA | Thailand THA      | Thailand THA |
| ------------ | ----------------- | ------------ |
| Nr.          | Rytter            | Placering    |
| 46           | Jutatip Maneephan |              |

| Litauen LTU | Litauen LTU    | Litauen LTU |
| ----------- | -------------- | ----------- |
| Nr.         | Rytter         | Placering   |
| 47          | Rasa Leleivytė |             |

| Østrig AUT | Østrig AUT       | Østrig AUT |
| ---------- | ---------------- | ---------- |
| Nr.        | Rytter           | Placering  |
| 48         | Anna Kiesenhofer | 1.         |

| Colombia COL | Colombia COL | Colombia COL |
| ------------ | ------------ | ------------ |
| Nr.          | Rytter       | Placering    |
| 49           | Paula Patiño |              |

| Hviderusland BLR | Hviderusland BLR | Hviderusland BLR |
| ---------------- | ---------------- | ---------------- |
| Nr.              | Rytter           | Placering        |
| 50               | Alena Amjaljusik |                  |

| Namibia NAM | Namibia NAM | Namibia NAM |
| ----------- | ----------- | ----------- |
| Nr.         | Rytter      | Placering   |
| 51          | Vera Looser |             |

| Tjekkiet CZE | Tjekkiet CZE     | Tjekkiet CZE |
| ------------ | ---------------- | ------------ |
| Nr.          | Rytter           | Placering    |
| 52           | Tereza Neumanová |              |

| Paraguay PAR | Paraguay PAR         | Paraguay PAR |
| ------------ | -------------------- | ------------ |
| Nr.          | Rytter               | Placering    |
| 53           | Agua Marina Espinola |              |

| Israel ISR | Israel ISR   | Israel ISR |
| ---------- | ------------ | ---------- |
| Nr.        | Rytter       | Placering  |
| 54         | Omer Shapira |            |

| Mexico MEX | Mexico MEX      | Mexico MEX |
| ---------- | --------------- | ---------- |
| Nr.        | Rytter          | Placering  |
| 55         | Lizbeth Salazar |            |

| Cuba CUB | Cuba CUB       | Cuba CUB  |
| -------- | -------------- | --------- |
| Nr.      | Rytter         | Placering |
| 56       | Arlenis Sierra |           |

| Usbekistan UZB | Usbekistan UZB    | Usbekistan UZB |
| -------------- | ----------------- | -------------- |
| Nr.            | Rytter            | Placering      |
| 57             | Olga Sabelinskaja |                |

| Etiopien ETH | Etiopien ETH | Etiopien ETH |
| ------------ | ------------ | ------------ |
| Nr.          | Rytter       | Placering    |
| 58           | Selam Amha   | DNF          |

| Eritrea ERI | Eritrea ERI     | Eritrea ERI |
| ----------- | --------------- | ----------- |
| Nr.         | Rytter          | Placering   |
| 59          | Mossana Debesai | DNF         |

| Costa Rica CRC | Costa Rica CRC    | Costa Rica CRC |
| -------------- | ----------------- | -------------- |
| Nr.            | Rytter            | Placering      |
| 60             | Maria Jose Vargas |                |

| Kina CHN | Kina CHN   | Kina CHN  |
| -------- | ---------- | --------- |
| Nr.      | Rytter     | Placering |
| 61       | Sun Jiajun |           |

| Cypern CYP | Cypern CYP         | Cypern CYP |
| ---------- | ------------------ | ---------- |
| Nr.        | Rytter             | Placering  |
| 62         | Antri Christoforou |            |

| Japan JPN | Japan JPN     | Japan JPN |
| --------- | ------------- | --------- |
| Nr.       | Rytter        | Placering |
| 63        | Hiromi Kaneko |           |
| 64        | Eri Yonamine  |           |

| Chile CHI | Chile CHI     | Chile CHI |
| --------- | ------------- | --------- |
| Nr.       | Rytter        | Placering |
| 65        | Catalina Soto |           |

| Trinidad og Tobago TTO | Trinidad og Tobago TTO | Trinidad og Tobago TTO |
| ---------------------- | ---------------------- | ---------------------- |
| Nr.                    | Rytter                 | Placering              |
| 66                     | Teniel Campbell        |                        |

| Sydkorea KOR | Sydkorea KOR | Sydkorea KOR |
| ------------ | ------------ | ------------ |
| Nr.          | Rytter       | Placering    |
| 67           | Na Ah-reum   |              |

| Holland NED | Holland NED          | Holland NED |
| ----------- | -------------------- | ----------- |
| Nr.         | Rytter               | Placering   |
| 1           | Anna van der Breggen |             |
| 2           | Annemiek van Vleuten | 2.          |
| 3           | Demi Vollering       |             |
| 4           | Marianne Vos         |             |

| Italien ITA | Italien ITA          | Italien ITA |
| ----------- | -------------------- | ----------- |
| Nr.         | Rytter               | Placering   |
| 5           | Marta Bastianelli    |             |
| 6           | Marta Cavalli        |             |
| 7           | Elisa Longo Borghini | 3.          |
| 8           | Soraya Paladin       |             |

| Danmark DEN | Danmark DEN           | Danmark DEN |
| ----------- | --------------------- | ----------- |
| Nr.         | Rytter                | Placering   |
| 9           | Emma Norsgaard        |             |
| 10          | Cecilie Uttrup Ludwig |             |

| Tyskland GER | Tyskland GER   | Tyskland GER |
| ------------ | -------------- | ------------ |
| Nr.          | Rytter         | Placering    |
| 11           | Lisa Brennauer |              |
| 12           | Liane Lippert  |              |
| 13           | Hannah Ludwig  |              |
| 14           | Trixi Worrack  |              |

| Australien AUS | Australien AUS   | Australien AUS |
| -------------- | ---------------- | -------------- |
| Nr.            | Rytter           | Placering      |
| 15             | Grace Brown      |                |
| 16             | Tiffany Cromwell |                |
| 17             | Sarah Gigante    |                |
| 18             | Amanda Spratt    |                |

| Belgien BEL | Belgien BEL        | Belgien BEL |
| ----------- | ------------------ | ----------- |
| Nr.         | Rytter             | Placering   |
| 19          | Valerie Demey      |             |
| 20          | Lotte Kopecky      |             |
| 21          | Julie Van de Velde |             |

| Storbritannien GBR | Storbritannien GBR | Storbritannien GBR |
| ------------------ | ------------------ | ------------------ |
| Nr.                | Rytter             | Placering          |
| 22                 | Lizzie Deignan     |                    |
| 23                 | Anna Shackley      |                    |

| Polen POL | Polen POL            | Polen POL |
| --------- | -------------------- | --------- |
| Nr.       | Rytter               | Placering |
| 24        | Marta Lach           |           |
| 25        | Katarzyna Niewiadoma |           |
| 26        | Anna Plichta         |           |

| USA USA | USA USA      | USA USA   |
| ------- | ------------ | --------- |
| Nr.     | Rytter       | Placering |
| 27      | Chloé Dygert |           |
| 28      | Coryn Rivera |           |
| 29      | Leah Thomas  |           |
| 30      | Ruth Winder  |           |

| Sydafrika RSA | Sydafrika RSA          | Sydafrika RSA |
| ------------- | ---------------------- | ------------- |
| Nr.           | Rytter                 | Placering     |
| 31            | Ashleigh Moolman-Pasio |               |
| 32            | Carla Oberholzer       |               |

| Spanien ESP | Spanien ESP     | Spanien ESP |
| ----------- | --------------- | ----------- |
| Nr.         | Rytter          | Placering   |
| 33          | Mavi García     |             |
| 34          | Ane Santesteban |             |

| Schweiz SUI | Schweiz SUI    | Schweiz SUI |
| ----------- | -------------- | ----------- |
| Nr.         | Rytter         | Placering   |
| 35          | Marlen Reusser |             |

| Frankrig FRA | Frankrig FRA    | Frankrig FRA |
| ------------ | --------------- | ------------ |
| Nr.          | Rytter          | Placering    |
| 36           | Juliette Labous |              |

| Norge NOR | Norge NOR       | Norge NOR |
| --------- | --------------- | --------- |
| Nr.       | Rytter          | Placering |
| 37        | Katrine Aalerud |           |
| 38        | Stine Borgli    |           |

| Ruslands Olympiske Komité ROC | Ruslands Olympiske Komité ROC | Ruslands Olympiske Komité ROC |
| ----------------------------- | ----------------------------- | ----------------------------- |
| Nr.                           | Rytter                        | Placering                     |
| 39                            | Tamara Dronova-Balabolina     |                               |

| Slovenien SLO | Slovenien SLO | Slovenien SLO |
| ------------- | ------------- | ------------- |
| Nr.           | Rytter        | Placering     |
| 40            | Eugenia Bujak |               |

| Luxembourg LUX | Luxembourg LUX    | Luxembourg LUX |
| -------------- | ----------------- | -------------- |
| Nr.            | Rytter            | Placering      |
| 41             | Christine Majerus |                |

| Ukraine UKR | Ukraine UKR        | Ukraine UKR |
| ----------- | ------------------ | ----------- |
| Nr.         | Rytter             | Placering   |
| 42          | Valerija Kononenko |             |

| Canada CAN | Canada CAN       | Canada CAN |
| ---------- | ---------------- | ---------- |
| Nr.        | Rytter           | Placering  |
| 43         | Karol-Ann Canuel |            |
| 44         | Alison Jackson   |            |
| 45         | Leah Kirchmann   |            |

| Thailand THA | Thailand THA      | Thailand THA |
| ------------ | ----------------- | ------------ |
| Nr.          | Rytter            | Placering    |
| 46           | Jutatip Maneephan |              |

| Litauen LTU | Litauen LTU    | Litauen LTU |
| ----------- | -------------- | ----------- |
| Nr.         | Rytter         | Placering   |
| 47          | Rasa Leleivytė |             |

| Østrig AUT | Østrig AUT       | Østrig AUT |
| ---------- | ---------------- | ---------- |
| Nr.        | Rytter           | Placering  |
| 48         | Anna Kiesenhofer | 1.         |

| Colombia COL | Colombia COL | Colombia COL |
| ------------ | ------------ | ------------ |
| Nr.          | Rytter       | Placering    |
| 49           | Paula Patiño |              |

| Hviderusland BLR | Hviderusland BLR | Hviderusland BLR |
| ---------------- | ---------------- | ---------------- |
| Nr.              | Rytter           | Placering        |
| 50               | Alena Amjaljusik |                  |

| Namibia NAM | Namibia NAM | Namibia NAM |
| ----------- | ----------- | ----------- |
| Nr.         | Rytter      | Placering   |
| 51          | Vera Looser |             |

| Tjekkiet CZE | Tjekkiet CZE     | Tjekkiet CZE |
| ------------ | ---------------- | ------------ |
| Nr.          | Rytter           | Placering    |
| 52           | Tereza Neumanová |              |

| Paraguay PAR | Paraguay PAR         | Paraguay PAR |
| ------------ | -------------------- | ------------ |
| Nr.          | Rytter               | Placering    |
| 53           | Agua Marina Espinola |              |

| Israel ISR | Israel ISR   | Israel ISR |
| ---------- | ------------ | ---------- |
| Nr.        | Rytter       | Placering  |
| 54         | Omer Shapira |            |

| Mexico MEX | Mexico MEX      | Mexico MEX |
| ---------- | --------------- | ---------- |
| Nr.        | Rytter          | Placering  |
| 55         | Lizbeth Salazar |            |

| Cuba CUB | Cuba CUB       | Cuba CUB  |
| -------- | -------------- | --------- |
| Nr.      | Rytter         | Placering |
| 56       | Arlenis Sierra |           |

| Usbekistan UZB | Usbekistan UZB    | Usbekistan UZB |
| -------------- | ----------------- | -------------- |
| Nr.            | Rytter            | Placering      |
| 57             | Olga Sabelinskaja |                |

| Etiopien ETH | Etiopien ETH | Etiopien ETH |
| ------------ | ------------ | ------------ |
| Nr.          | Rytter       | Placering    |
| 58           | Selam Amha   | DNF          |

| Eritrea ERI | Eritrea ERI     | Eritrea ERI |
| ----------- | --------------- | ----------- |
| Nr.         | Rytter          | Placering   |
| 59          | Mossana Debesai | DNF         |

| Costa Rica CRC | Costa Rica CRC    | Costa Rica CRC |
| -------------- | ----------------- | -------------- |
| Nr.            | Rytter            | Placering      |
| 60             | Maria Jose Vargas |                |

| Kina CHN | Kina CHN   | Kina CHN  |
| -------- | ---------- | --------- |
| Nr.      | Rytter     | Placering |
| 61       | Sun Jiajun |           |

| Cypern CYP | Cypern CYP         | Cypern CYP |
| ---------- | ------------------ | ---------- |
| Nr.        | Rytter             | Placering  |
| 62         | Antri Christoforou |            |

| Japan JPN | Japan JPN     | Japan JPN |
| --------- | ------------- | --------- |
| Nr.       | Rytter        | Placering |
| 63        | Hiromi Kaneko |           |
| 64        | Eri Yonamine  |           |

| Chile CHI | Chile CHI     | Chile CHI |
| --------- | ------------- | --------- |
| Nr.       | Rytter        | Placering |
| 65        | Catalina Soto |           |

| Trinidad og Tobago TTO | Trinidad og Tobago TTO | Trinidad og Tobago TTO |
| ---------------------- | ---------------------- | ---------------------- |
| Nr.                    | Rytter                 | Placering              |
| 66                     | Teniel Campbell        |                        |

| Sydkorea KOR | Sydkorea KOR | Sydkorea KOR |
| ------------ | ------------ | ------------ |
| Nr.          | Rytter       | Placering    |
| 67           | Na Ah-reum   |              |